# Huai He
Der Huai He bzw. Huai-Fluss (chinesisch 淮河, Pinyin Huái Hé, W.-G. Huai Ho, veraltet nach Post Hwai Ho) ist ein 1078 km langer Strom in China. Sein nördliches Teilstück wird auch Feihuang He (廢黃河 / 废黄河,  Fèihuáng Hé – „aufgegebener gelber Fluss“) genannt.
Der Fluss entspringt in der chinesischen Provinz Henan im Tongbai-Gebirge. Von dort fließt sein Wasser in östlicher Richtung durch die Provinzen Anhui und Jiangsu. In letzterer passiert sein Wasser die Städte Huainan und Bengbu und durchfließt den Hongze-See (Hungtse-See), von dem eine Kanalverbindung zum Jangtsekiang besteht. Etwas weiter östlich durchfließt das Fließgewässer – nun Feihuang genannt – die direkt benachbarten Städte Huai’an und Suqian, wonach er das Gelbe Meer erreicht, ein Randmeer des Pazifiks. 
Der Huai wurde vom Fushan-Damm, der im Jahr 516 brach, zu einem großen Stausee aufgestaut.
Der Huai He gilt oft als Grenze zwischen Nordchina und Südchina.